# Раховский район
Ра́ховский райо́н (укр. Рахівський район) — административная единица на востоке Закарпатской области Украины. Административный центр — город Рахов.

## История
В XIII в. Венгрия полностью овладела горными районами Закарпатья. Постепенно сюда стали прибывать и селиться здесь венгерские феодалы.
Во времена вхождения закарпатских земель в состав Австро-Венгрии сюда было переселено много немецких колонистов, при участии которых происходило становление лесоперерабатывающей отрасли. Огромным толчком к социально-экономическому развитию этого района стало строительство железной дороги в Рахов и Ясиню, которая была сдана в эксплуатацию 15 августа 1895 года. Строили железную дорогу 16 000 итальянцев и специалистов из других стран Европы.
В ноябре 1918 года раховчане решительно поднялись на борьбу за освобождение и воссоединение района с украинским народом. 5 января 1919 года в с. Ясиня было сброшено местное правительство и образована Гуцульская Республика во главе с Степаном Клочураком, которая продержалась до 11 июня 1919 года.
21 марта 1919 года в Венгрии победила пролетарская революция. В апреле Совет рабочих, солдат и крестьян в Рахове возглавил П. Попенко. В конце того же года, когда завоевания венгерской революции были утрачены, поселения над Тиссой заняли румынские войска. Воцарились террор и грабёж.
Во время вхождения Закарпатья (тогдашнее название — Подкарпатская Русь) в состав Чехословакии населённые пункты Раховщины активно развивались как центры туризма. Рахов в то время называли «гуцульским Парижем». Фашистская оккупация времён Второй мировой войны завершилась освобождением района, как и всего Закарпатья, частями Советской Армии в октябре 1944 года. В 1945 году район, как и всё Закарпатье, вошел в состав УССР.
В ходе административно-территориальной реформы на Украине в 2020 году Белоцерковский и Средневодянский сельские советы были переданы в состав Тячевского района

## География
Площадь — 1870 км².

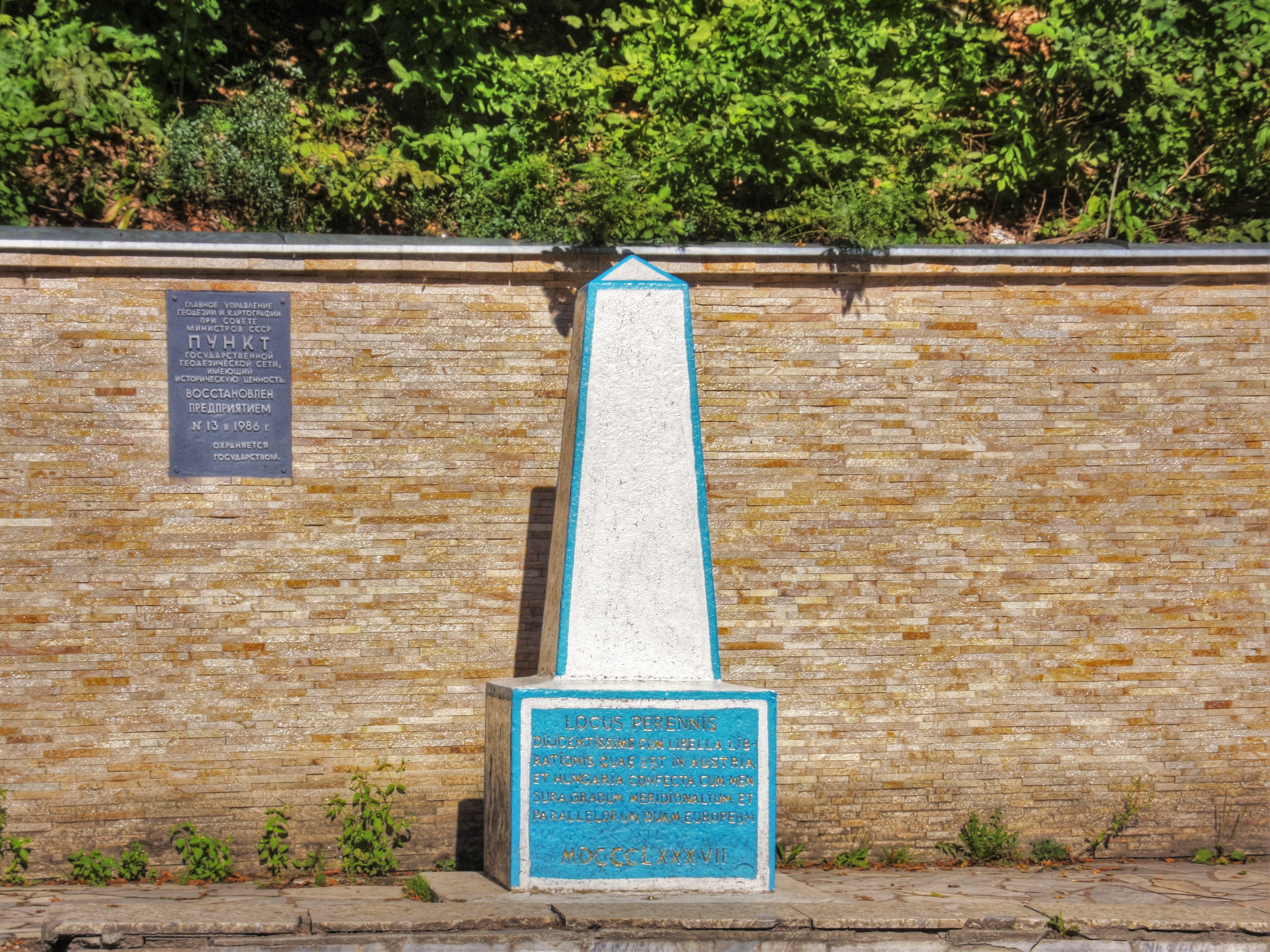
Географический центр Европы (памятник близ села Деловое в Раховском районе)

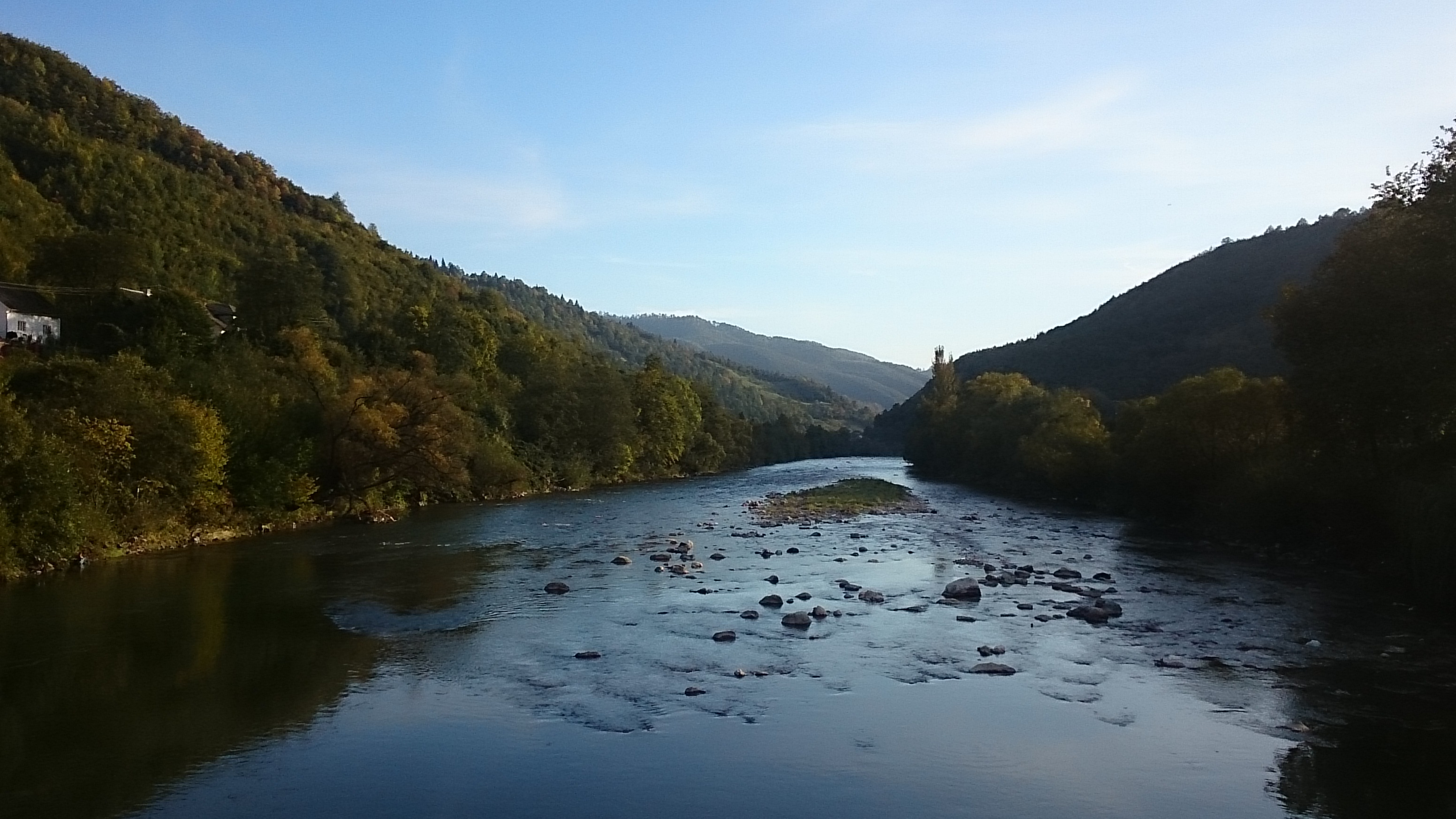
Река Тиса в районе села Деловое

Основные реки — Белая Тиса, Чёрная Тиса, Кисва.
Район граничит на севере с Надворнянским районом Ивано-Франковской области, на юге — с Румынией, на западе — с Тячевским районом Закарпатской области, на востоке — с Верховинским районом Ивано-Франковской области.
Район расположен в наиболее высокогорной части Украинских Карпат. На севере возвышаются Внутренние Горганы, на западе — Свидовец, на северо-востоке — Черногора (горные части Полонинского позвоночника), на юге — Раховские горы.
В 40 км от Рахова, в Черногорском массиве, — высочайшая вершина Украинских Карпат и Украины в целом — гора Говерла (2061 м над уровнем моря). Рядом возвышаются ещё шесть вершин-двухтысячников — Бребенескул, Петрос, Поп Иван (Черная гора), Ребра, Гутин Томнатик и Мунчель.
Рельеф высокогорья обозначен следами древнего оледенения с характерными ледниковыми формами.
Климат в Рахове умеренно континентальный. Период с температурой выше плюс 10 °C в среднем составляет 147 дней. По данным метеостанции «Рахов» (430 м над уровнем моря), средняя температура января равна минус 4,8 °C, июля — плюс 18,0 °C, среднегодовая — плюс 7,4 °C.
Среднегодовая сумма осадков составляет 1212 мм, из которых максимум приходится на июнь-июль. Здесь преобладают ветры западного и юго-западного направления. С увеличением высоты над уровнем моря температура воздуха понижается, а количество осадков растет.

### Растительный и животный мир
Раховский район — наиболее лесистый район на Украине. Здесь сосредоточена треть видового состава флоры Украины, половина краснокнижных видов растений и животных Карпат. На скалах Близницы, Герешаски, Ненески, Кузи и Поп Ивана растет несколько десятков растений, которые на Украине нигде больше не встречаются, в том числе легендарный эдельвейс (шелковый цветок). Уникальные леса и высокогорные луговые системы Карпатского биосферного заповедника отнесены к ценнейшим экосистемам планеты и Международной сети биосферных резерватов ЮНЕСКО. Эти замечательные места является последним оплотом таких крупных хищников в Европе, как медведь, волк и рысь. В заповеднике охраняется свыше 1000 видов высших сосудистых растений, 64 вида млекопитающих, 173 вида птиц, 9 видов пресмыкающихся, 13 видов земневодних, 23 видов рыб, около 15 000 видов беспозвоночных животных. В заповеднике отмечены 64 вида растений и 72 вида животных, занесенных в Красную книгу Украины и в Европейский Красный список.

### Природные богатства
Раховщина владеет настоящим экологическим феноменом и очень мощным природно-ресурсным потенциалом. Здесь находятся самая высокая вершина Украины — гора Говерла (2061 м.) и все шесть вершин Украинских Карпат, превышающих 2000 метров над уровнем моря. Около 68 % территории района покрыто высокопроизводительными лесами. Здесь разведано 82 источника минеральных вод, распространено почти 300 видов лекарственных растений. Встречается половина видов краснокнижных растений и животных Украинских Карпат. Раховщина относится к районам с высокой водообеспеченностью. На Раховщине берёт начало одна из крупнейших притоков Дуная — река Тиса. Протекая просторам Европы, она дает чистую питьевую воду населению Украины, Румынии, Венгрии, Словакии и Югославии. Раховщина наделена чрезвычайно благоприятными условиями для зимней рекреации, развития горнолыжного спорта, а горный массив Драгобрат по своим параметрам может стать местом проведения зимней Олимпиады. Только два аналога в мире имеет Квасовский санаторно-курортный комплекс, построенный на базе минеральных вод с содержанием радона. Из минерально-сырьевых ресурсе перспективны для разработки месторождения золота, доломитов, мраморных доломитов, а также разлив минеральных вод.

## Население
Численность населения района в границах до 17 июля 2020 года по состоянию на 1 января 2020 года — 92 543 человека, из них городского населения — 36 878 человек, сельского — 55 665 человек.
По данным всеукраинской переписи населения 2001 года в районе проживало 90,9 тысяч человек (106,2 % по отношению к переписи 1989 года)
Национальный состав Раховского района по переписи 2001 года.
| Этнос    | Население (тыс. чел.) | % от всего населения |
| Украинцы | 76,2                  | 83,8 %               |
| Румыны   | 10,5                  | 11,6 %               |
| Венгры   | 2,9                   | 3,2 %                |
| Русские  | 0,8                   | 0,8 %                |
| Прочие   | 0,5                   | 0,6 %                |
| Всего    | 90,9                  | 100 %                |

## Административное устройство
Район с 17 июля 2020 года делится на 4 территориальные общины, в том числе 1 городскую, 2 поселковые и 1 сельскую общину (в скобках — их административные центры):
- Городские:
  - Раховская городская община (город Рахов);
- Поселковые:
  - Великобычковская поселковая община (посёлок Великий Бычков),
  - Ясинянская поселковая община (посёлок Ясиня);
- Сельские:
  - Богданская сельская община (село Богдан).

Количество населённых пунктов:
- городов — 1
- посёлков типа — 3
- сёл — 22.

Всего — 26 населённых пункта.
Количество местных советов до реформы 2015—2020 годов:
- городских — 1
- поселковых — 3
- сельских — 17.